# No Air
"No Air" là một bài hát của hai nghệ sĩ thu âm người Mỹ Jordin Sparks và Chris Brown nằm trong album phòng thu đầu tay mang chính tên của Sparks (2007). Nó được phát hành vào ngày 11 tháng 2 năm 2008 như là đĩa đơn thứ hai trích từ album ở thị trường Bắc Mỹ và Vương quốc Anh, và đầu tiên ở hầu hết những thị trường châu Âu bởi 19 Recordings, Jive Records, Zomba Label Group và Sony Music. Bài hát được đồng viết lời bởi James Fauntleroy II, Erik Griggs, Harvey Mason Jr., Damon Thomas và Steve Russell, trong khi phần sản xuất được đảm nhiệm bởi đội sản xuất The Underdogs với sự tham gia hỗ trợ sản xuất từ Griggs. Đây là một bản R&B ballad kết hợp với những yếu tố từ pop mang nội dung đề cập đến một mối quan hệ đang ở trạng thái sắp tan vỡ, trong đó cô gái so sánh việc đánh mất người yêu như "một cuộc sống không có không khí." Ban đầu được viết cho một nghệ sĩ nam, Sparks đã bày tỏ sự quan tâm đến "No Air" và được Mason đồng ý cho cô thể hiện nhưng với điều kiện phải là một bản song ca, và đề nghị Brown tham gia cộng tác.
Sau khi phát hành, "No Air" nhận được những phản ứng tích cực từ các nhà phê bình âm nhạc, trong đó họ đánh giá cao sự ăn ý trong giọng hát giữa Sparks và Brown cũng như quá trình sản xuất của nó. Bài hát còn gặt hái nhiều giải thưởng và đề cử tại những lễ trao giải lớn, bao gồm chiến thắng giải Sự lựa chọn của Công chúng, giải Sự lựa chọn của Giới trẻ và giải BET cũng như một đề cử giải Grammy cho Hợp tác giọng pop xuất sắc nhất tại lễ trao giải thường niên lần thứ 51. "No Air" cũng tiếp nhận những thành công vượt trội về mặt thương mại, đứng đầu các bảng xếp hạng ở Úc và New Zealand, và lọt vào top 10 ở hầu hết những quốc gia nó xuất hiện, bao gồm vươn đến top 5 ở Canada, Ireland và Vương quốc Anh. Tại Hoa Kỳ, bài hát đạt vị trí thứ ba trên bảng xếp hạng Billboard Hot 100, trở thành đĩa đơn đầu tiên của Sparks và thứ tư của Brown vươn đến top 5 và đã bán được hơn 3.6 triệu bản tại đây, giúp nữ ca sĩ trở thành thí sinh American Idol đầu tiên có một đĩa đơn tiêu thụ được hơn ba triệu bản và cũng là đĩa đơn đầu tiên của Brown làm được điều này.
Video ca nhạc cho "No Air" được đạo diễn bởi Chris Robinson với cốt truyện tương tự như nội dung lời bài hát, trong đó Sparks và Brown tập trung mô tả cảm xúc của một cặp đôi đang gặp những mâu thuẫn nảy sinh trong tình cảm. Nó đã liên tục nhận được nhiều lượt yêu cầu phát sóng trên những kênh truyền hình âm nhạc như MTV, VH1 và BET, cũng như nhận được hai đề cử tại giải Video âm nhạc của MTV năm 2008 ở hạng mục Video xuất sắc nhất của nữ ca sĩ và Nghệ sĩ mới xuất sắc nhất. Để quảng bá bài hát, Sparks đã trình diễn nó trên nhiều chương trình truyền hình và lễ trao giải lớn, bao gồm American Idol (với Brown), Australian Idol, So You Think You Can Dance và Total Request Live, cũng như trong tất cả những chuyến lưu diễn của cô. Kể từ khi phát hành, "No Air" đã được hát lại và sử dụng làm nhạc mẫu bởi nhiều nghệ sĩ, như Justin Bieber, Jonas Brothers, Boyce Avenue và dàn diễn viên của Glee. Tính đến nay, nó đã bán được hơn 4.4 triệu bản trên toàn cầu, trở thành đĩa đơn bán chạy nhất trong sự nghiệp của Sparks.

## Danh sách bài hát
Tải kĩ thuật số tại Hoa Kỳ
1. "No Air" (với Chris Brown) – 4:23
2. "Tattoo" (bản acoustic) – 3:47

Đĩa CD tại châu Âu
1. "No Air" (với Chris Brown) – 4:23
2. "Save Me" – 3:38

Đĩa CD maxi tại Đức
1. "No Air" (với Chris Brown) – 4:23
2. "Save Me" – 3:38
3. "No Air" (Benny Benassi "Pump-kin" phối lại) – 7:25
4. "No Air" (Jason Nevins phối lại) – 7:32
5. "No Air" (video ca nhạc) – 4:50

## Thành phần thực hiện
Thành phần thực hiện được trích từ ghi chú của Jordin Sparks, Jive Records và 19 Recordings.
Thu âm và phối khí
- Thu âm tại the Underlab ở Los Anageles, California; Battery Studios ở Thành phố New York.
- Phối khí bởi the Underlab ở Los Anageles, California.

Thành phần
- Giọng hát - Jordin Sparks, Chris Brown
- Viết lời – James Fauntleroy II, Erik Griggs, Harvey Mason Jr., Damon Thomas, Steve Russell
- Sản xuất – The Underdogs
- Giọng nền - James Fauntleroy, Steve Russell
- Trống - Victor Indrizzo
- Kỹ sư - Aaron Renner
- Guitar - Andrew Hey, Corky James
- Master - Tom Coyne
- Phối khí - The Underdogs
- Thu âm - Andrew Hey, Dabling Harward

## Xếp hạng
| Bảng xếp hạng (2008)                     | Vị trí cao nhất |
| ---------------------------------------- | --------------- |
| Úc (ARIA)                                | 1               |
| Áo (Ö3 Austria Top 40)                   | 8               |
| Bỉ (Ultratop 50 Flanders)                | 19              |
| Bỉ (Ultratip Wallonia)                   | 2               |
| Canada (Canadian Hot 100)                | 3               |
| Cộng hòa Séc (Rádio Top 100)             | 5               |
| Đan Mạch (Tracklisten)                   | 6               |
| Châu Âu (European Hot 100 Singles)       | 3               |
| Phần Lan (Suomen virallinen lista)       | 6               |
| Đức (Official German Charts)             | 10              |
| Ireland (IRMA)                           | 2               |
| Hà Lan (Dutch Top 40)                    | 9               |
| Hà Lan (Single Top 100)                  | 17              |
| New Zealand (Recorded Music NZ)          | 1               |
| Na Uy (VG-lista)                         | 7               |
| Thụy Điển (Sverigetopplistan)            | 10              |
| Thụy Sĩ (Schweizer Hitparade)            | 8               |
| Anh Quốc (OCC)                           | 3               |
| Hoa Kỳ Billboard Hot 100                 | 3               |
| Hoa Kỳ Adult Contemporary (Billboard)    | 11              |
| Hoa Kỳ Adult Pop Airplay (Billboard)     | 12              |
| Hoa Kỳ Pop Airplay (Billboard)           | 2               |
| Hoa Kỳ Hot R&B/Hip-Hop Songs (Billboard) | 4               |

| Bảng xếp hạng (2008)                 | Vị trí |
| ------------------------------------ | ------ |
| Australia (ARIA)                     | 8      |
| Australia Urban (ARIA)               | 2      |
| Austria (Ö3 Austria Top 75)          | 36     |
| Canada (Canadian Hot 100)            | 16     |
| Europe (European Hot 100 Singles)    | 34     |
| Germany (Official German Charts)     | 42     |
| Netherlands (Dutch Top 40)           | 50     |
| Netherlands (Single Top 100)         | 88     |
| New Zealand (Recorded Music NZ)      | 1      |
| Norway (VG-lista)                    | 19     |
| Sweden (Sverigetopplistan)           | 18     |
| Switzerland (Schweizer Hitparade)    | 38     |
| UK Singles (Official Charts Company) | 21     |
| US Billboard Hot 100                 | 6      |
| US Adult Contemporary (Billboard)    | 26     |
| US Adult Top 40 (Billboard)          | 37     |
| US Pop Songs (Billboard)             | 7      |
| US Hot R&B/Hip-Hop Songs (Billboard) | 43     |
| Bảng xếp hạng (2009)                 | Vị trí |
| Hungary (Rádiós Top 40)              | 176    |

| Bảng xếp hạng (2000-09)  | Vị trí |
| ------------------------ | ------ |
| Australia (ARIA)         | 37     |
| US Pop Songs (Billboard) | 50     |

## Chứng nhận
| Quốc gia                                                                           | Chứng nhận  | Số đơn vị/doanh số chứng nhận |
| ---------------------------------------------------------------------------------- | ----------- | ----------------------------- |
| Úc (ARIA)                                                                          | Bạch kim    | 70.000^                       |
| Canada (Music Canada) Nhạc số                                                      | Bạch kim    | 10.000^                       |
| Canada (Music Canada) Nhạc chuông                                                  | Vàng        | 5.000^                        |
| Đan Mạch (IFPI Đan Mạch)                                                           | Bạch kim    | 15.000^                       |
| New Zealand (RMNZ)                                                                 | 2× Bạch kim | 30.000*                       |
| Na Uy (IFPI)                                                                       | 2× Bạch kim | 20.000*                       |
| Thụy Điển (GLF)                                                                    | Vàng        | 10.000^                       |
| Anh Quốc (BPI)                                                                     | Bạch kim    | 600.000‡                      |
| Hoa Kỳ (RIAA) Nhạc số                                                              | Bạch kim    | 3,665,000                     |
| Hoa Kỳ (RIAA) Nhạc chuông                                                          | Bạch kim    | 1.000.000^                    |
| * Chứng nhận dựa theo doanh số tiêu thụ. ^ Chứng nhận dựa theo doanh số nhập hàng. |             |                               |

## Lịch sử phát hành
| Quốc gia       | Ngày                | Định dạng                | Hãng đĩa                      |
| -------------- | ------------------- | ------------------------ | ----------------------------- |
| Hoa Kỳ         | 11 tháng 2 năm 2008 | Phát thanh               | Jive Records                  |
| Hoa Kỳ         | 4 tháng 3 năm 2008  | Tải kĩ thuật số          | Jive Records                  |
| New Zealand    | 17 tháng 5 năm 2008 | EP nhạc số               | Jive Records, Zomba Recording |
| Úc             | 20 tháng 5 năm 2008 | EP nhạc số               | Sony Music Entertainment      |
| Đức            | 30 tháng 5 năm 2008 | Tải kĩ thuật số, CD maxi | Sony Music Entertainment      |
| Vương quốc Anh | 7 tháng 7 năm 2008  | CD                       | Sony Music Entertainment      |